# Kaguja
A Kaguja (japán betűkkel: かぐや) vagy SELENE (a SELenological and ENgineering Explorer névből alkotott mozaikszó, utalással a „Hold” jelentésű görög Szelénére) Japán második küldetése a Holdhoz. Három űreszközből áll: a központi keringő egység, a VRAD műhold és egy közvetítő műhold. Az első kettő gyűjti az adatokat, az utolsó besegít a központi orbiter és a Föld közötti kommunikációba.

## Küldetés
A szondát 2007. szeptember 14-én indították H–IIA hordozórakétával. 19 napos repülés után érte el a Holdat. Hold körüli pályáról azóta gyűjti a Hold eredetének és fejlődésének megértéséhez szükséges információkat. A 39. Lunar and Planetary Science Konferencián bemutatták azt a kisfilmet, amit a Kaguja és az NHK japáni televízió készített a pályán keringő űrszonda felvételeiből. Az ember úgy érezhette, amint egy űrhajóban ülve lassan halad a Hold felszíne fölött és áttekinti a felszíni alakzatokat.
2008. október 9-én a szonda újabb HDTV minőségű felvételt készített egy földkeltéről, ez esetben teleföld volt, azaz a Föld teljes megvilágított fele a Hold felé fordult.
2009. június 10-én a szondát utolérte előre tervezett végzete, magyar idő szerint 20:25-kor a déli szélesség 65,5° és a keleti hosszúság 80°-nál, a Gill-kráter közelében, mintegy 6 km/s sebességgel a Holdba csapódott.  A becsapódás előtt folyamatosan készítette a felvételeket. A kísérletnek kettős célja volt: egyrészt a felszálló törmelékfelhő elemzéséből, mely a Földről is látható, a felszín alatt mélyebben fekvő rétegeket alkotó anyag összetétele is elemezhető, a felszínen közvetlenül látszó anyag ugyanis nem ritkán egészen más összetételű, mint az akár néhány centiméter mélyen fekvő. Az irányított becsapódás, melyet az előre meghatározott helyen és időben hajtottak végre, jó főpróbája a 2017-ben induló SELENE–2 Holdra szállásának is.

## Tudományos eredmények
A szonda gamma-spektrométere először azonosított a Hold felszínén uránt, közelítő eloszlását is feltérképezték.

### Barlang a Holdon
Meglepetés volt a Hold látogatása és holdbázis-építés szempontjából a Kaguja felderítési munkája során talált hatalmas barlang felfedezése, ami 50 km-es hosszával és 1 km-es szélességével egy nagyon nagy várost tudna kutató telepeseivel együtt védőtetővel ellátni, pl. a sugárzás és szélsőséges hőmérséklet-váltakozások ellen. A barlang, amibe egy 65 m átmérőjű nyílás vezet a Hold látható oldalán a Marius-dombság lankás részén terül el. A felmérésre a szonda gravimetriás és radar berendezéseit használták.
A kutatók véleménye szerint a barlang kb. 3500 millió évvel ezelőtt képződött, amikor a Holdon a vulkanikus aktivitás igen nagy volt. Az elképzelés szerint a láva gyorsan megszilárdult, mielőtt az alatta levő kéreg vagy előző lerakódás le tudott volna süllyedni, ez csak később történt meg.
Az idézett irodalom nem említette, de átmenetileg úgy tekinthető, hogy a jelentés  nem az eredeti szondára vonatkozik, hanem a fentebb említett KAGUJA–2 (SELENE–2) szondára, amit 2017-ben indítottak. (Megjegyzés: Ez az idézett cikk szerzőjével késedelem nélkül tisztázva lesz)

## Lásd még
- Csang-o–1
- Csandrajáan–1

## Külső hivatkozások
- SELENE (JAXA)
- KAGUYA/SELENE 2008